# Mercialys
Mercialys é uma imobiliária francesa que possui e administra bens imóveis. Foi fundada em 2005 pela empresa varejista Groupe Casino.
A Mercialys aluga suas propriedades (principalmente shopping centers, restaurantes self-service e outros pontos de venda) para empresas de varejo para que possam vendê-las.